# پرچم کلرادو
پرچم کلرادو در ۵ ژوئن ۱۹۱۱ پذیرفته شد.